# Groupement pour l'amélioration des liaisons dans l'industrie automobile
Le Groupement pour l'amélioration des liaisons dans l'industrie automobile (acronyme GALIA,) est un organisme associatif français, régi par la loi du 1er juillet 1901, de standardisation des moyens d'échange de produits et d'informations, créé en 1984 par et pour l'industrie automobile française. GALIA regroupe des constructeurs automobiles, des équipementiers automobiles, des fournisseurs de prestations de service logistique ou informatique, ainsi que des organismes.